# Попелярка
Попелярка (пол. Popielarka) — село в Польщі, у гміні Плоняви-Брамура Маковського повіту Мазовецького воєводства.
У 1975-1998 роках село належало до Остроленцького воєводства.